# Astyanax magdalenae
Astyanax magdalenae är en fiskart som beskrevs av Eigenmann och Henn, 1916. Astyanax magdalenae ingår i släktet Astyanax och familjen Characidae. Inga underarter finns listade.